# Polski Sejm Dzielnicowy

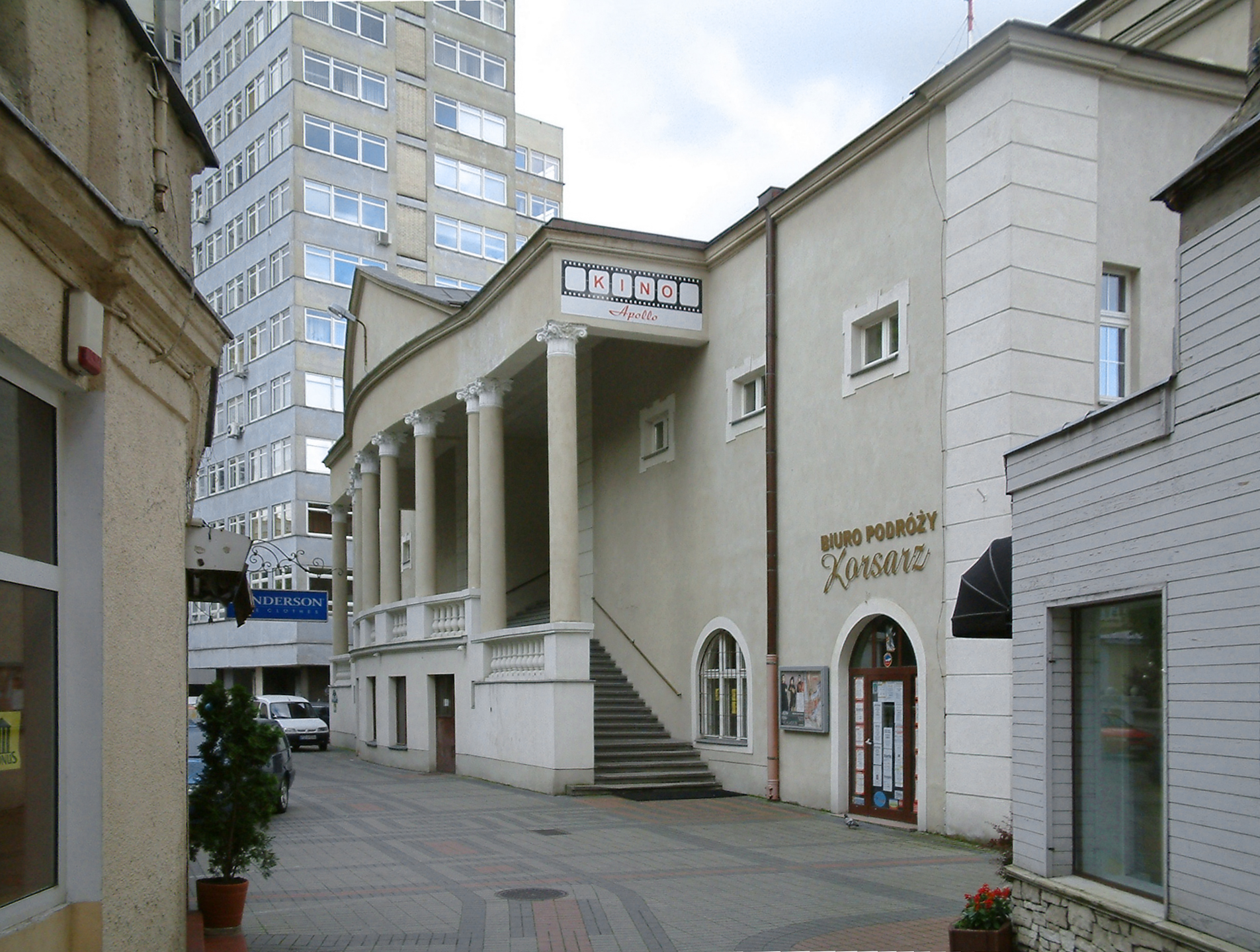
Kino Apollo

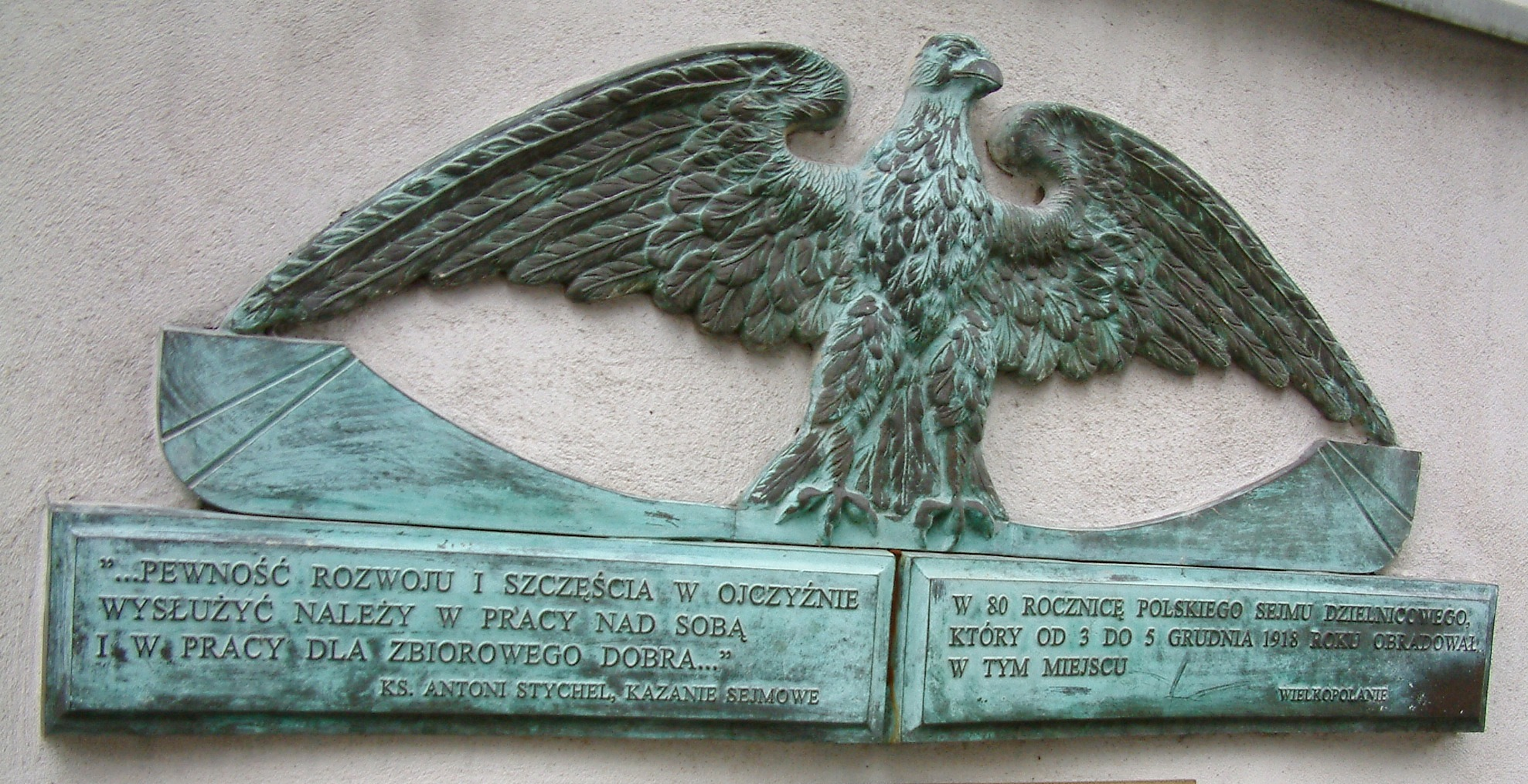
Pamiątkowa płyta na budynku kina

Polski Sejm Dzielnicowy – jednoizbowy parlament obradujący w dniach 3–5 grudnia 1918 roku w poznańskim kinie Apollo (posiedzenia komisji) i w nieistniejącej już sali Lamberta (posiedzenia plenarne, na jej miejscu znajdują się obecnie punktowce na Piekarach). Składał się z 1399 przedstawicieli Polaków zamieszkujących ziemie pozostające w granicach Niemiec. W obradach wzięło około 1100 spośród nich.

## Geneza
Po wybuchu rewolucji w Niemczech i zawieszeniu broni, korzystając z zamieszania, tymczasowy Komisariat Naczelnej Rady Ludowej wymógł na niemieckich władzach zgodę na zorganizowanie parlamentu składającego się z reprezentantów osób narodowości polskiej. Jedynym warunkiem władz pruskich była zgoda na to, że sejm nie będzie miał prawa oderwać żadnego fragmentu niemieckiego terytorium.

## Wybory
Tymczasowy Komisariat NRL w dniu 14 listopada 1918 wydał odezwę w sprawie przeprowadzenia wyborów delegatów do Polskiego Sejmu Dzielnicowego. Wybory odbyły się pomiędzy 16 listopada a 1 grudnia. W wielu miejscach miały one formę wiecu. Kobiety miały zarówno czynne, jak i bierne prawo wyborcze.
Ogółem wybrano 1399 posłów, z czego:
- 526 reprezentowało Wielkopolskę
- 431 – Śląsk
- 262 – Prusy Zachodnie, czyli Pomorze Nadwiślańskie i Powiśle
- 133 – skupiska ludności polskiej z terenów Niemiec, głównie z Nadrenii, Westfalii i Hesji
- 47 – Prusy Wschodnie, czyli Warmię i Mazury.

W tej liczbie znajdowało się 129 kobiet i 75 katolickich księży.
Najliczniejszą grupę stanowiły osoby związane z endecją.

## Obrady
Sejm obradował pomiędzy 3 a 5 grudnia 1918 roku w budynku Kina Apollo przy ul. Piekary 17 w Poznaniu. W tych dniach w obradach brało udział około 1100 posłów, z czego ponad połowa wywodziła się z Wielkopolski.
Podczas obrad Sejm zajmował się głównie sprawami Wielkopolski, Pomorza Nadwiślańskiego, Śląska, Powiśla, Warmii i Mazur zarówno pod względem politycznym, jak i ekonomicznym oraz społecznym. Jedną z ważniejszych uchwał było powołanie Naczelnej Rady Ludowej jako jedynej i legalnej władzy zwierzchniej Polaków w Niemczech.
W obradach poruszano takie tematy, jak granice przyszłego państwa Polskiego, dostęp do morza, stosunek do rewolucji w Niemczech i Rosji, do rządów państw Ententy oraz innych, odradzających się państw. Zajmowano się także przyszłym ustrojem państwa polskiego, stosunkami społecznymi, problemem mniejszości narodowych, głównie niemieckiej, stosunkami między państwem i Kościołem.
Podjęto także kwestię tymczasowego rządu ogólnopolskiego. W uchwale Sejm Dzielnicowy wyraził wolę, by w Warszawie powołano jak najszybciej Tymczasowy Rząd Jedności Narodowej, złożony z przedstawicieli wszystkich partii i zaborów, który przejąłby władzę z rąk Józefa Piłsudskiego, sprawującego ją nie z woli narodu, a Rady Regencyjnej powołanej przez zaborców.
Pomimo że Sejm nie mógł podjąć uchwały o oderwaniu ziem polskich od Niemiec, wyraził on wolę powstania zjednoczonego państwa polskiego z dostępem do morza. W tej sprawie wysłano między innymi telegramy do Georges’a Clemenceau, Thomasa Woodrow Wilsona i Davida Lloyd George’a.
5 grudnia Sejm zawiesił obrady. Do ich wznowienia już nie doszło.